# Samtgemeinde Elbmarsch
De Samtgemeinde Elbmarsch is een Samtgemeinde in de Duitse deelstaat Nedersaksen. Het is een samenwerkingsverband van drie kleinere gemeenten in het Landkreis Harburg. Het bestuur is gevestigd in Marschacht.

## Deelnemende gemeenten
Van west naar oost:
- Drage, 4.306 inwoners
- Marschacht, 3.989 inwoners
- Tespe, 4.848 inwoners.

Totaal: 13.143 inwoners (peildatum 31 december 2022)

## Infrastructuur
De Samtgemeinde ligt circa 30 km ten oost-zuidoosten van Hamburg aan de Elbe, en minder dan 20 km ten noorden van Lüneburg.
Tussen Schwinde, gemeente Drage, en Rönne, gemeente Marschacht, ligt een brug in de Bundesstraße 404 (B404) over de Elbe. Deze B404 komt aan de noordwestkant van Geesthacht uit op de Autobahn A25, en loopt zuidwaarts naar het ruim 15 km ten zuiden van de Elbebrug te Rönne gelegen punt Handorf, de nogal in the middle of nowhere gelegen afrit 5 van de Autobahn A39.
Openbaar vervoer van, naar en in de Samtgemeinde is beperkt tot enkele buslijnen naar Winsen (Luhe) v.v., waarvan er slechts één, tot aan Marschacht, ook buiten de spitsuren op schooldagen rijdt. Ook deze bus rijdt echter niet op zon- en feestdagen.
Tegenover Marschacht, in Sleeswijk-Holstein, ligt Geesthacht.

## Economie
De belangrijkste onderneming in de Samtgemeinde staat in de gemeente Marschacht, ten zuiden van Marschacht-dorp. Daar bevindt zich het hoofdkantoor en één productielocatie van een concern, dat tot de chemische industrie behoort. Dit bedrijf, Bruno Bock & Co. GmbH, is een van de belangrijkste producenten ter wereld van thioglycolzuur en aanverwante stoffen. Dit zijn grondstoffen voor o.a. cosmetica en plastics. De onderneming heeft ook twee grote fabrieken in de Verenigde Staten en de Volksrepubliek China.
Toerisme van betekenis is geconcentreerd rond het Stover Strand aan de Elbe te Stove, gemeente Drage.
Voor het overige is de landbouw in de gemeente nog steeds niet zonder betekenis. De Samtgemeinde ligt in vruchtbaar rivierpolderland.
De gemeente trekt sedert circa 1970 ook forensen met een werkkring in Hamburg aan.

## Geschiedenis

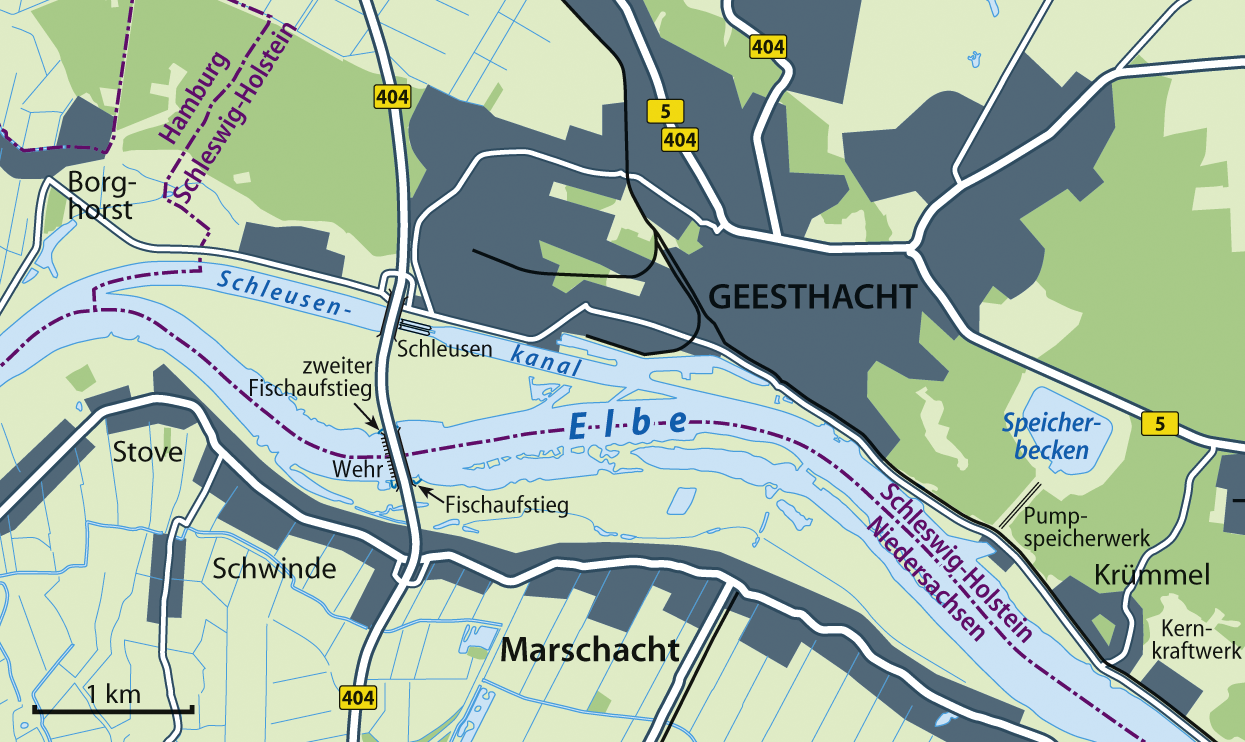
Overzichtskaart Geesthacht en Marschacht

In de jaren van 1990 tot 2005 werden in de regio rondom Geesthacht en de Samtgemeinde Elbmarsch 14 gevallen van leukemie bij kinderen waargenomen, waar men op grond van statistische gegevens slechts vier gevallen van die ziekte verwachtte. Met name in Tespe was het aantal zieken significant hoger dan normaal.
Als mogelijke oorzaken hiervoor kwamen in aanmerking:
- Emissies van schadelijke stoffen uit de kerncentrale Krümmel en de te Geesthacht staande kernreactoren van het daar gevestigde onderzoeksinstituut voor kernenergie
- Vervuiling door de van 1866 tot 1945 draaiende dynamietfabriek van Krümmel, ten oosten van Geesthacht; de fabriek sloot na verwoesting door een geallieerd luchtbombardement aan het eind van de Tweede Wereldoorlog
- Andere milieuvervuiling, zoals fall-out van de kernramp van Tsjernobyl in 1986
- Toeval
- Een bij de wetenschap (nog) niet bekende oorzaak.

Ondanks een sterk vermoeden, dat de kerncentrale, die talrijke keren door storingen stil heeft gelegen, de hoofdschuldige was, heeft men in uitvoerige onderzoeken, die tot 2007 hebben geduurd, niet met wetenschappelijk aanvaarde zekerheid de oorzaak van de grote aantallen leukemiegevallen kunnen vaststellen.
Zie ook de artikelen over de drie deelgemeentes.
Appel · 
Asendorf · 
Bendestorf · 
Brackel · 
Buchholz in der Nordheide · 
Dohren · 
Drage · 
Drestedt · 
Egestorf · 
Eyendorf · 
Garlstorf · 
Garstedt · 
Gödenstorf · 
Halvesbostel · 
Handeloh · 
Hanstedt · 
Harmstorf · 
Heidenau · 
Hollenstedt · 
Jesteburg · 
Kakenstorf · 
Königsmoor · 
Marschacht · 
Marxen · 
Moisburg · 
Neu Wulmstorf · 
Otter · 
Regesbostel · 
Rosengarten · 
Salzhausen · 
Seevetal · 
Stelle · 
Tespe · 
Toppenstedt · 
Tostedt · 
Undeloh · 
Vierhöfen · 
Welle · 
Wenzendorf · 
Winsen (Luhe) · 
Wistedt · 
Wulfsen